# Hikaru Kondō
Hikaru Kondō (近藤 光 Kondō Hikaru?) es un productor, animador, director de anime, guionista y director de sonido japonés. Es el presidente y director ejecutivo de Ufotable, Inc. (ユーフォーテーブル有限会社 Yūfōtēburu Yūgen-gaisha?), así como presidente de la filial coreana de la empresa. También es el representante de la organización sin fines de lucro Machi★Asobi.

## Trayectoria
En sus primeros 20 años, trabajó escribiendo libros sobre videojuegos y otros temas. Posteriormente, se unió a Tokyo Movie Shinsha (actualmente TMS Entertainment) y a su filial Telecom Animation Film, donde desempeñó el rol de asistente de producción en proyectos como Spider-Man y Lupin III: Kutabare! Nostradamus. Tras dejar Telecom, trabajó como productor de contenidos en Step Film, una empresa de producción audiovisual. En 1999, decidió independizarse.
Kondō, con el deseo de crear una empresa donde él quisiera estar si tuviera 25 años, reunió a su equipo y montaron dos escritorios en una pequeña habitación de cuatro tatamis en un viejo apartamento de Kita-Ikebukuro, donde vivía un amigo de Kondō. Allí fundó Ufotable. En octubre de 2000, registró oficialmente la empresa y asumió el cargo de presidente y director ejecutivo.
Desde 2006, Ufotable abrió el "ufotable Café". Kondō había tenido la idea de gestionar una galería-cafetería como un espacio de interacción entre los creadores y los fans desde que fundó Ufotable. Además, mencionó que el café se estableció con el objetivo de mejorar la moral del equipo y sus hábitos alimenticios. Posteriormente, abrieron más cafeterías y restaurantes en lugares como el distrito de Shinjuku, la ciudad de Tokushima, Nagoya y Kitakyushu. También se aventuraron en otros proyectos fuera de la producción de animación, como la construcción de un cine llamado "ufotable CINEMA" en Tokushima.
Desde 2009, Kondō ha estado participando activamente en el apoyo regional a su tierra natal, la prefectura de Tokushima, y abrió un estudio en la ciudad de Tokushima. Ha trabajado en numerosos proyectos en colaboración con el gobierno local, tanto a nivel de prefectura como de ciudad. Además, organizó el evento Machi★Asobi en la ciudad de Tokushima, un encuentro que reúne entretenimiento como anime y videojuegos. Como productor general, Kondō supervisa la planificación y producción del evento. Machi es una palabra local que se refiere a la zona alrededor de la estación de Tokushima, y a pesar de las limitaciones de estacionamiento y recintos para eventos, Kondō decidió establecer el evento en la cima del Monte Bizan y alrededor del Río Shinmachi. Esta decisión refleja su deseo de "recuperar la vitalidad y el bullicio en las calles, como en los viejos tiempos".
En 2014, gracias a sus logros con Machi★Asobi, Kondō recibió un premio especial en la 50ª edición de los premios Tokushima Shimbun, un reconocimiento otorgado a individuos dentro y fuera de la prefectura que han hecho contribuciones notables a Tokushima.
Kondō fundó el Comité Ejecutivo del Festival de Animación, encargado de gestionar la planificación de Machi★Asobi, dentro del Departamento de Política Turística de Tokushima, y se desempeñaba como su presidente. Sin embargo, el 13 de mayo de 2019 se hizo público que había renunciado a su cargo de presidente del comité. Según la prefectura de Tokushima, la solicitud de dimisión fue presentada a mediados de abril.

## Como productor
Kondō ha trabajado como productor en todas las producciones de Ufotable y, en algunas ocasiones, también ha asumido roles como director, guionista gráfico y responsable de la composición de la serie. Además, ha participado en la creación de guiones gráficos, dirección y guion bajo el nombre de Ufotable o sin acreditar.
En las obras que él produce, Kondō se esfuerza por crear obras sin limitarse a un formato específico, como series de televisión o películas cinematográficas. Es crítico con el sistema de producción por departamentos, que es común en la industria del anime. Kondō cree que, para crear buenas obras, es fundamental que los miembros del equipo trabajen en estrecha proximidad y se esfuercen juntos mediante una comunicación diaria. Con esta filosofía, ha establecido en Ufotable todos los departamentos necesarios para la producción de video, promoviendo una producción interna que facilite la interacción y el intercambio de ideas entre todos los involucrados, incluidos los creadores originales y los músicos.
Kondō tiene una marcada inclinación por los efectos de sonido y la dirección musical, y a menudo se encarga de la selección de música, la solicitud de composición y la producción de música sincronizada con las imágenes, conocida como film scoring. Además, cuando escribe guiones, tiende a detallar desde la fase de escritura qué canciones de inserción usar y en qué momento, así como el momento en el que aparecerán los créditos. Debido a esta atención al detalle, desde 2016 ha asumido el rol de director de sonido en las producciones de Ufotable.
En sus primeros trabajos, Kondō participó en los guiones, guiones gráficos y la composición de letras de canciones para animes producidos por Ufotable bajo el seudónimo de Matsuri Ōse. Debutó como director en la serie de anime para televisión Futakoi Alternative, una obra que fue elogiada por su desarrollo innovador. Esta serie fue seleccionada como obra recomendada por el jurado en la 9ª edición del Festival de Artes y Medios de la Agencia de Asuntos Culturales. Además, Futakoi Alternative fue bien recibida por Atsuhiro Iwakami de Aniplex, Kinoko Nasu y Takashi Takeuchi de TYPE-MOON, así como por Katsuji Ōta, editor de Nasu, lo que condujo al lanzamiento del proyecto colaborativo "TYPE-MOON × ufotable".
Bajo el nombre de Hikaru Kondō, además de haber dirigido y creado el guion gráfico para la película Kara no Kyōkai: Epilogue y la animación de apertura del juego Black★Rock Shooter THE GAME, también trabajó como codirector y encargado del guion gráfico junto a varios otros directores en Kara no Kyōkai: A Study in Murder - Part 2. Desde 2016, también ha desempeñado labores como guionista. En el anime para televisión Tales of Zestiria the Cross, fue el director de la historia y guionista, encargándose del guion de los 26 episodios, además de asumir múltiples roles en la producción. Asimismo, ha escrito el guion principal para Katsugeki/Tōken Ranbu y la segunda temporada de Ohenro.

## Trabajos

### Anime

#### Series de televisión
Destaca papeles con funciones de dirección de series.
| Año  | Título                                              | Director(es)                   | Estudio                   | Funciones | Refs.         |
| ---- | --------------------------------------------------- | ------------------------------ | ------------------------- | --- | ------------- |
| 1999 | Trouble Chocolate                                   | Tsuneo Tominaga                | AIC                       | Productor (Step Film) Supervisión de producción | [ 19 ]        |
| 2002 | Weiß Kreuz Glühen                                   | Hitoyuki Matsui                | Ufotable                  | Productor de producción | [ 20 ]        |
| 2003 | Sumeba Miyako no Cosmos-sō: Suttoko Taisen Dokkoida | Hitoyuki Matsui Takuya Nonaka  | Ufotable                  | Productor de producción | [ 21 ]        |
| 2004 | 2 × 2 = Shinobuden                                  | Haruo Sotozaki Hitoyuki Matsui | Ufotable                  | Productor de producción | [ 22 ]        |
| 2005 | Futakoi Alternative                                 | Takayuki Hirao Matsuri Ōse     | Ufotable Studio Flag Feel | Director de la serie Productor de producción Guionista (#4, 5) Guionista gráfico (#8, 11; OP) Director de unidad (#ED 2)                                                      | [ 23 ] [ 24 ] |
| 2006 | Coyote Ragtime Show                                 | Matsuri Ōse Takuya Nonaka      | Ufotable                  | Director de la serie Productor de producción Composición de la serie Guionista (#3-12) Guionista gráfico (#10)                                                                | [ 25 ] [ 26 ] |
| 2007 | Gakuen Utopia Manabi Straight!                      | Team Manabibeya                | Ufotable                  | Productor de producción Letrista de canción insertada (Seiō Gakuen Uta) | [ 27 ]        |
| 2011 | Fate/Zero                                           | Ei Aoki                        | Ufotable                  | Productor Productor de producción Guionista gráfico (#OP) | [ 28 ]        |
| 2012 | Fate/Zero 2                                         | Ei Aoki                        | Ufotable                  | Productor Productor de producción | [ 29 ]        |
| 2014 | Fate/stay night: Unlimited Blade Works              | Takahiro Miura                 | Ufotable                  | Productor Productor de producción | [ 30 ]        |
| 2015 | Fate/stay night: Unlimited Blade Works 2nd Season   | Takahiro Miura                 | Ufotable                  | Productor Productor de producción | [ 31 ]        |
| 2015 | God Eater                                           | Takayuki Hirao                 | Ufotable                  | Productor (Ufotable) Productor de producción Planificación (Ufotable) | [ 32 ]        |
| 2016 | Tales of Zestiria the Cross                         | Haruo Sotozaki                 | Ufotable                  | Director de la historia Productor Productor de producción Planificación Director de sonido Director de unidad musical Guionista (#1-12) Guionista gráfico (#1, 10)            | [ 33 ]        |
| 2017 | Tales of Zestiria the Cross 2nd Season              | Haruo Sotozaki                 | Ufotable                  | Director de la historia Productor Productor de producción Planificación Director de sonido Director de unidad musical Guionista (#13-25) Asistente de guionista gráfico (#25) | [ 33 ]        |
| 2017 | Katsugeki/Tōken Ranbu                               | Toshiyuki Shirai               | Ufotable                  | Productor (Ufotable) Productor de producción Planificación (Ufotable) Director de sonido Guionista (#1-5, 8, 10-13)                                                           | [ 34 ]        |
| 2019 | Kimetsu no Yaiba                                    | Haruo Sotozaki                 | Ufotable                  | Productor Productor de producción Planificación Director de sonido (Sin acreditar)                                                                                            | [ 35 ]        |
| 2021 | Kimetsu no Yaiba: Mugen Ressha-hen Arc TV           | Haruo Sotozaki                 | Ufotable                  | Productor de producción Director de sonido (Sin acreditar) | [ 36 ]        |
| 2021 | Kimetsu no Yaiba: Yukaku-hen                        | Haruo Sotozaki                 | Ufotable                  | Productor de producción Director de sonido (Sin acreditar) | [ 37 ]        |
| 2023 | Kimetsu no Yaiba: Katanakaji no Sato-hen            | Haruo Sotozaki                 | Ufotable                  | Productor de producción Director musical (Kamado Nezuko no Uta) Director de sonido (Sin acreditar)                                                                            | [ 38 ]        |
| 2024 | Kimetsu no Yaiba: Hashira Geiko-hen                 | Haruo Sotozaki                 | Ufotable                  | Productor de producción Director de sonido (Sin acreditar) | [ 39 ]        |

#### Películas
Destaca papeles con funciones de dirección de series.
| Año  | Título                                                         | Director(es)                            | Estudio             | Funciones                                                            | Refs.  |
| ---- | -------------------------------------------------------------- | --------------------------------------- | ------------------- | -------------------------------------------------------------------- | ------ |
| 1995 | Lupin III: Kutabare! Nostradamus                               | Takeshi Shirato                         | Tokyo Movie Shinsha | Asistente de producción                                              | [ 40 ] |
| 2007 | Kara no Kyōkai: Overlooking View                               | Ei Aoki                                 | Ufotable            | Productor                                                            | [ 41 ] |
| 2007 | Kara no Kyōkai: A Study in Murder - Part 1                     | Takuya Nonaka                           | Ufotable            | Productor                                                            | [ 42 ] |
| 2008 | Kara no Kyōkai: Remaining Sense Of Pain                        | Mitsuru Obunai                          | Ufotable            | Productor                                                            | [ 43 ] |
| 2008 | Kara no Kyōkai: The Hollow Shrine                              | Teiichi Takiguchi                       | Ufotable            | Productor                                                            | [ 44 ] |
| 2008 | Kara no Kyōkai: Paradox Spiral                                 | Takayuki Hirao                          | Ufotable            | Productor                                                            | [ 45 ] |
| 2008 | Kara no Kyōkai: Oblivion Recording                             | Takahiro Miura                          | Ufotable            | Productor                                                            | [ 46 ] |
| 2009 | Kara no Kyōkai Remix: Gate of Seventh Heaven                   | Hikaru Kondō Sae Yoshikawa Yūichi Terao | Ufotable            | Director Productor                                                   | [ 47 ] |
| 2009 | Kara no Kyōkai: A Study in Murder - Part 2                     | Shinsuke Takizawa                       | Ufotable            | Productor Guionista gráfico                                          | [ 48 ] |
| 2011 | Sakura no Ondo                                                 | Takayuki Hirao                          | Ufotable Gonzo      | Productor                                                            | [ 49 ] |
| 2011 | Gyo                                                            | Takayuki Hirao                          | Ufotable            | Productor Productor de producción                                    | [ 50 ] |
| 2013 | Kara no Kyōkai: Future Gospel                                  | Tomonori Sudō                           | Ufotable            | Productor Productor de producción                                    | [ 51 ] |
| 2013 | Majocco Shimai no Yoyo to Nene                                 | Takayuki Hirao                          | Ufotable            | Productor Productor de producción Producción (Ufotable)              | [ 52 ] |
| 2017 | Fate/stay night Movie: Heaven's Feel - I. Presage Flower       | Tomonori Sudō                           | Ufotable            | Productor Productor de producción Director de sonido                 | [ 53 ] |
| 2019 | Fate/stay night Movie: Heaven's Feel - II. Lost Butterfly      | Tomonori Sudō                           | Ufotable            | Productor Productor de animación Director de sonido                  | [ 54 ] |
| 2020 | Fate/stay night Movie: Heaven's Feel - III. Spring Song        | Tomonori Sudō                           | Ufotable            | Productor Productor de producción Director de sonido (Sin acreditar) | [ 55 ] |
| 2020 | Kimetsu no Yaiba: Mugen Ressha-hen                             | Haruo Sotozaki                          | Ufotable            | Productor de producción Director de sonido (Sin acreditar)           | [ 56 ] |
| 2023 | Kimetsu no Yaiba: Jōgen Shūketsu, Soshite Katanakaji no Sato e | Haruo Sotozaki                          | Ufotable            | Productor                                                            | [ 57 ] |

#### ONAs
| Año  | Título                        | Director(es)                | Estudio  | Funciones                                                                                                  | Refs.  |
| ---- | ----------------------------- | --------------------------- | -------- | --- | ------ |
| 2009 | Yawarakame♥                   | Desconocido                 | Ufotable | Productor                                                                                                  |        |
| 2018 | Emiya-san Chi no Kyō no Gohan | Takahiro Miura Tetsuto Satō | Ufotable | Productor (Ufotable) Productor de producción Planificación (Ufotable) Director de sonido Guionista (#1-13) | [ 58 ] |

#### OVAs
| Año  | Título                                           | Director(es)     | Estudio  | Funciones                         | Refs.  |
| ---- | ------------------------------------------------ | ---------------- | -------- | --------------------------------- | ------ |
| 2004 | Aoi Umi no Tristia                               | Hitoyuki Matsui  | Ufotable | Productor de producción           | [ 59 ] |
| 2007 | Tales of Symphonia The Animation: Sylvarant-hen  | Haruo Sotozaki   | Ufotable | Productor de producción           | [ 60 ] |
| 2010 | Tales of Symphonia The Animation: Tethe'alla-hen | Haruo Sotozaki   | Ufotable | Productor de producción           | [ 61 ] |
| 2010 | Yuri Seijin Naoko-san                            | Tetsuya Takeuchi | Ufotable | Productor de producción           | [ 62 ] |
| 2011 | Tales of Symphonia The Animation: Sekai Tōgō-hen | Haruo Sotozaki   | Ufotable | Productor de producción           | [ 63 ] |
| 2012 | Yuri Seijin Naoko-san (2012)                     | Tetsuya Takeuchi | Ufotable | Productor de producción           | [ 64 ] |
| 2012 | Minori Scramble!                                 | Takuya Nonaka    | Ufotable | Productor Productor de producción | [ 65 ] |

#### Especiales
Destaca papeles con funciones de dirección de series.
| Año  | Título                                                                        | Director(es)    | Estudio  | Funciones                            | Refs.  |
| ---- | ----------------------------------------------------------------------------- | --------------- | -------- | ------------------------------------ | ------ |
| 2007 | Tales of Symphonia The Animation: Kratos-sensei no Private Lesson             | Haruo Sotozaki  | Ufotable | Productor                            |        |
| 2007 | Gakuen Utopia Manabi Straight!: Natsu da! Manabi da! Kyōka Gasshuku da!       | Team Manabibeya | Ufotable | Productor                            | [ 66 ] |
| 2008 | Tales of Symphonia The Animation: Kaette Kita Kratos-sensei no Private Lesson | Haruo Sotozaki  | Ufotable | Productor                            |        |
| 2009 | God Eater Prologue                                                            | Takayuki Hirao  | Ufotable | Productor de producción              | [ 67 ] |
| 2009 | Toriko: Jump Super Anime Tour 2009 Special                                    | Mitsuru Obunai  | Ufotable | Productor ejecutivo                  | [ 68 ] |
| 2010 | Tales of Symphonia: The Animation Tethe'alla Specials                         | Haruo Sotozaki  | Ufotable | Productor                            |        |
| 2010 | Anime Tenchō Movie                                                            | Desconocido     | Ufotable | Productor                            |        |
| 2010 | Anime Tenchō x Tōhō Project                                                   | Desconocido     | Ufotable | Productor                            |        |
| 2011 | Kara no Kyōkai: Epilogue                                                      | Hikaru Kondō    | Ufotable | Director Productor Guionista gráfico | [ 69 ] |
| 2011 | Tales of Symphonia The Animation: Sekai Tougou-hen Specials                   | Haruo Sotozaki  | Ufotable | Productor                            |        |
| 2012 | Fate/Zero: Onegai! Einzbern Sōdanshitsu                                       | Desconocido     | Ufotable | Productor                            |        |
| 2012 | Fate/Zero Remix                                                               | Desconocido     | Ufotable | Productor                            |        |
| 2014 | Fate/stay night: Unlimited Blade Works Prologue                               | Takahiro Miura  | Ufotable | Productor                            |        |
| 2014 | Tales of Zestiria: Dōshi no Yoake                                             | Haruo Sotozaki  | Ufotable | Productor Cooperación (Ufotable)     | [ 70 ] |
| 2015 | Fate/stay night: Unlimited Blade Works 2nd Season - Sunny Day                 | Takahiro Miura  | Ufotable | Productor                            |        |
| 2016 | Fate/Grand Order: Himuro no Tenchi - 7-nin no Saikyou Ijin-hen                | Takahiro Miura  | Ufotable | Productor                            |        |

### Videojuegos
| Año  | Título                                                         | Funciones                                                            | Refs.  |
| ---- | -------------------------------------------------------------- | -------------------------------------------------------------------- | ------ |
| 2000 | Tsukihime -A piece of blue glass moon-                         | Productor de animación                                               | [ 71 ] |
| 2005 | Haunting Ground                                                | Productor de guion gráfico                                           | [ 71 ] |
| 2005 | Summon Night Ex-thèse: Yoake no Tsubasa                        | Productor de animación                                               | [ 71 ] |
| 2005 | Grandia III                                                    | Productor de guion gráfico                                           | [ 71 ] |
| 2006 | Disgaea 2: Cursed Memories                                     | Productor de animación                                               | [ 71 ] |
| 2006 | Blue Dragon                                                    | Productor de guion gráfico                                           | [ 71 ] |
| 2007 | Sacred Blaze                                                   | Productor de animación                                               | [ 71 ] |
| 2008 | Disgaea 3: Absence of Justice                                  | Productor de animación                                               | [ 71 ] |
| 2008 | Super Smash Bros. Brawl                                        | Guion gráfico de la película en modo avanzado                        | [ 71 ] |
| 2009 | Mimana Iyar Chronicle                                          | Productor de animación                                               | [ 71 ] |
| 2010 | God Eater: Burst                                               | Productor de animación                                               | [ 71 ] |
| 2010 | Summon Night Granthese: Horobi no Tsurugi to Yakusoku no Kishi | Productor de animación                                               | [ 71 ] |
| 2011 | Tales of Xillia                                                | Productor de animación                                               | [ 71 ] |
| 2011 | Black★Rock Shooter THE GAME                                    | Director Productor de animación Guionista gráfico Director de unidad | [ 71 ] |
| 2012 | Fate/stay night Reálta Nua                                     | Productor de animación                                               | [ 71 ] |
| 2012 | Tales of Xillia 2                                              | Productor de animación Asistente de guion gráfico de apertura        | [ 71 ] |
| 2013 | Summon Night 5                                                 | Productor de animación                                               | [ 71 ] |
| 2014 | Natural Doctrine                                               | Productor ejecutivo                                                  | [ 71 ] |
| 2015 | Tales of Zestiria                                              | Productor de animación                                               | [ 71 ] |
| 2016 | Tales of Berseria                                              | Productor de animación                                               | [ 71 ] |
| 2019 | Code Vein                                                      | Productor de animación                                               | [ 71 ] |
| 2021 | Tales of Arise                                                 | Productor de animación                                               | [ 71 ] |